# Evrazijska ekonomska unija
Evrazijska ekonomska unija (EAEU) je ekonomska unija postsovjetskih držav v Evraziji. Pogodbo o Evrazijski ekonomski uniji so 29. maja 2014 podpisali voditelji Belorusije, Kazahstana in Rusije in je stopila v veljavo 1. januarja 2015. Pogodbi o pridružitvi Armenije in Kirgizistana sta bili podpisani 9. oktobra in 23. decembra 2014, v veljavo pa sta stopili 2. januarja in 6. avgusta 2015.
Evrazijska ekonomska unija ima integriran enotni trg s 184 milijoni prebivalcev in BDP več kot 5 bilijonov USD.

## Zgodovina
Tadžikistan je bil povabljen v EAEU in stekla so pogajanja o članstvu. Leta 2015 je Tadžikistan začel študijo o prednostih in slabostih morebitnega vstopa v EAEU.
Uzbekistan je postal opazovalka EAEU 11. decembra 2020 in naj bi postal polnopravna članica do leta 2023.
Od leta 2020 je opazovalka EAEU Kuba.
EAEU je podpisala prostotrgovinske sporazume z Ukrajino (stopil v veljavo 2012), Egiptom (2015), Vietnamom (2016), Kitajsko in Srbijo (2019) ter Iranom (2021).
V letu 2022 je EAEU predsedoval Kirgizistan (2021 Kazahstan).
Septembra 2023 je Uzbekistan ocenjeval, da se bo EAEU pridružil v 2–3 letih.